# 추욱호
추욱호(秋旭鎬, 1948년 ~ , 경북 상주)는 전직 경제 공무원이자 대학 교수, 기업인이다. 고려대학교 경제학과에서 학사 학위를 받았고, 1971년 행정고시를 통해 공직에 입문하여 서울지방조달청장, 제17대 조달청 차장 등을 역임하고, 고려대학교 경영대학원 겸임교수, 한국시멘트 부회장을 지냈다. 현재 구매조달연구원 원장이다.

## 생애
추욱호는 경상북도 상주 출신으로 고려대학교 경제학과를 졸업했다. 1971년 행정고시를 통해 공직에 입문하여, 조달청 중앙보급창장, 비축계획관, 기획관리관, 시설국장, 조달청 미국 뉴욕구매관, 서울지방조달청장, 조달청 차장 등 조달업무에만 30년간 근무했다. 조달청 시설국장 재직시 대한민국 최초로 ‘전자입찰시스템’을 도입해 조달 행정에 일대 혁신을 가져온 인물로 유명하다. 전자입찰시스템의 성공 적인 정착 후 국가종합전자조달추진단 단장으로 G2B 사업을 총괄 지휘해 조달청 내 전자입찰 전문가로 이름을 떨쳤다.

## 학력
- 고려대학교 경제학과

## 경력
- 제10회 행정고시 합격
- 조달청 중앙보급창장
- 조달청 비축계획관
- 조달청 기획관리관
- 조달청 시설국장
- 서울지방조달청장
- 조달청 차장
- 고려대학교 경영대학원 겸임교수
- 한국시멘트 부회장
- 구매조달연구원 원장

## 저서
- 《구매조달관리》

## 참고
| 전임 여정휘 | 제17대 조달청 차장 2002년 5월 22일 ~ 2003년 4월 30일 | 후임 김형률 |